# Bronislawa Borissowna Owtschinnikowa
Bronislawa Borissowna Owtschinnikowa (russisch Бронислава Борисовна Овчинникова; * 20. Oktober 1941 in Swerdlowsk) ist eine sowjetisch-russische Mittelalterhistorikerin und Hochschullehrerin.

## Leben
Owtschinnikowa, Tochter eines Angestellten, besuchte in Swerdlowsk die Mittelschule Nr. 9 mit Abschluss 1959. Darauf arbeitete sie als Prüferin in der Gießerei des Swerdlowsker Luftfahrtwerks. 1961–1966 studierte sie an der Swerdlowsker Ural-Universität in der Historischen Fakultät. Darauf arbeitete sie als wissenschaftliche Senior-Mitarbeiterin im Heimatmuseum Serow.
Ab 1967 war Owtschinnikowa wissenschaftliche Mitarbeiterin der archäologischen Sajan-Tuwa-Expedition der Leningrader Abteilung des Moskauer Instituts für Archäologie der Akademie der Wissenschaften der UdSSR. Gleichzeitig arbeitete sie in der Ural-Universität und kam nach einiger Zeit in das Kabinett für Archäologie des Lehrstuhls für Geschichte der UdSSR.
Owtschinnikowa schloss 1983 die Aspirantur an der Lomonossow-Universität Moskau ab und verteidigte 1984 mit Erfolg ihre Dissertation über die Türken-Tugju im Sajan-Altai-Bergland im 6.–10. Jahrhundert anhand von Funden aus Gräbern von Männern mit Pferden für die Promotion zur Kandidatin der historischen Wissenschaften. Sie lehrte weiter an der Ural-Universität mit Ernennung zur Dozentin 1988 und Professorin 1993.
Neben ihrer Lehrtätigkeit leitete Owtschinnikowa archäologische Prospektionen im Ural, in West- und Südsibirien und im Nordkaukasus. Die Universitätsgruppe der archäologischen Tuwa-Expedition leitete sie 1971–1981 und die der Nordkaukasus-Expedition 1987–1997. Seit 1979 war sie ständige Leiterin der Gruppe der Ural-Universität in der archäologischen Nowgorod-Expedition. Auch leitete sie die studentischen Museumsexpeditionspraktika der Historischen Fakultät der Ural-Universität. 2001–2009 leitete sie an der Ural-Universität die Erforschung der russischen Außenpolitik und Diplomatie von der Antike bis zur Gegenwart. Seit 2010 leitet sie am Lehrstuhl für russische Geschichte die Fachrichtung Russland und Zentralasien von der Antike bis zur Gegenwart. Sie nahm an vielen nationalen und internationalen Konferenzen teil und hielt Vorlesungen auch in Moskau, St. Petersburg, Szeged, Budapest und Warschau. Sie ist anerkannte Turkologin und steht in Kontakt mit Wissenschaftlern in verschiedenen Ländern.